# Heinrich Meinhard
Carl Friedrich Heinrich Meinhard(t) (* 3. November 1804 in Langenwetzendorf; † 2. Juli 1883 ebenda) war ein deutscher Webermeister und Politiker.

## Leben
Meinhard war der Sohn des Zeug- und Leinwebers Carl Friedrich Meinhard und dessen Ehefrau Johanne Matt Christiane geborene Dayt aus Limbach. Er war evangelisch-lutherischer Konfession und heiratete im am 31. August 1835 in Langenwetzendorf Ernestine Schaller (* 10. Juli 1812 in Langenwetzendorf; † 2. November 1883 ebenda), die Tochter des Zeug- und Webermeisters Johann Michael Schaller in Langenwetzendorf.
Meinhard war Webermeister in Langenwetzendorf.
Vom 2. Oktober 1848 bis zum 21. Dezember 1849 war er Abgeordneter im Landtag Reuß jüngerer Linie.